# Vjesnik
Vjesnik (deut. Kurier) war eine kroatischsprachige Tageszeitung aus Zagreb, die von 1940 bis 2012 erschien.
Der Vjesnik wurde 1940 von der kommunistischen Bewegung gegründet. 1990 wechselte die Redaktionspolitik von rein kommunistisch und sozialistisch geprägter Betrachtungsweise auf mehr Liberalität und damit zu einem regierungsfreundlichen Kurs. Ausschlaggebend dafür war die Wahl von Franjo Tuđman zum ersten Präsident Kroatiens, der für freie Marktwirtschaft eintrat. Vjesnik war offizielles Regierungsblatt und galt als die einzige landesweit erscheinende Qualitätszeitung.
Am 13. März 2012 wurde bekannt, dass die kroatische Regierung die Tageszeitung an die Oak Investment Management Group verkaufen möchte. Im April 2012 stellte die Zeitschrift ihr Erscheinen ein. In 72 Jahren erschienen über 30 Millionen Artikel.